# Agrotisia
Agrotisia es un  género de lepidópteros perteneciente a la familia Noctuidae. Es originario de América. La especie tipo es Agrotisia subhyalina Hampson.

## Especies
- Agrotisia evelinae Benjamin, 1933
- Agrotisia subhyalina Hampson, 1908
- Agrotisia williamsi (Schaus, 1923)